# NK Jedinstvo Bihać
El Nogometni klub Jedinstvo Bihać es un club de fútbol bosnio de Bihać fundado en 1919. El equipo disputa sus partidos como local en el Pod Borićima Stadion y juega en la Primera Liga de la Federación de Bosnia y Herzegovina.

## Historia
El NK Jedinstvo es uno de los clubes más antiguos de Bosnia y Herzegovina, fundado en 1919 en la ciudad de Bihać. Los primeros jugadores del club eran estudiantes de secundaria que más tarde ingresaron, en su mayoría, en el HAŠK o el Građanski Zagreb. En 1924 el Građanski Zagreb visitó al Jedinstvo para disputar un partido que acabó con empate a un gol pero que significó el comienzo de una estrecha relación del club con los equipos croatas de Bosnia.
El club detuvo sus funciones durante la Segunda Guerra Mundial y en 1945 se celebró la temporada inaugural del club tras la elección del nuevo presidente Božo Popović. En 1946 el Jedinstvo participó en la Primera división bosnia junto a los grandes clubes del momento, como el Torpedo Sarajevo, el Velež, Čelik y Sloboda Tuzla. El equipo permaneció dos temporadas en la liga de la República de Bosnia y Herzegovina, pero en la 1948-49 perdió la categoría y continuó en la liga regional de Banja Luka.
Después de casi dos décadas en las ligas regionales, el equipo ascendió en la temporada 1967-68 a la Segunda Liga de Yugoslavia, encabezado por el presidente Bekirom Kadićem. El Jedinstvo permaneció allí hasta principios de los ochenta y pudo haber ascendido a la Primera Liga de Yugoslavia en dos ocasiones.
Después de la guerra de Bosnia, que tuvo lugar entre 1992-95, el club ingresó en la liga de Bosnia tras lograr el país su independencia y debutó en la temporada 1995-96, en la que finalizó en 5ª posición. En la temporada 2002-03 descendió a la Primera Liga de la Federación de Bosnia y Herzegovina, aunque regresó dos temporadas después a la Premijer Liga.

## Jugadores
Actualizado el 22 de octubre de 2012

## Palmarés
- Prva Liga Federacija Bosne i Hercegovine: 1

2005

### Competiciones europeas
| Temporada | Competición    | Ronda |                        | Club                     | Ida | Vuelta |
| --------- | -------------- | ----- | ---------------------- | ------------------------ | --- | ------ |
| 1999      | Copa Intertoto | 1R    | Bandera de Islas Feroe | GÍ Gøta                  | 0-1 | 3-0    |
|           |                | 2R    | Bandera de Rumania     | FC Ceahlăul Piatra Neamţ | 1-2 | 1-3    |